# Togölen (Fridlevstads socken, Blekinge)
Togölen är en sjö i Karlskrona kommun i Blekinge och ingår i Lyckebyån-Nättrabyåns kustområde.